# بيري غريم (مدير فني)
بيري غريم (بالإنجليزية: Perry Grimm)‏ هو مدير فني أمريكي، ولد في 30 نوفمبر 1888 في رافينزوود في الولايات المتحدة، وتوفي في 15 يناير 1974 في سينسيناتي في الولايات المتحدة.